# Мадагаскарский удод
Мадагаска́рский удо́д (лат. Upupa marginata) — вид птиц из семейства Upupidae. Ранее рассматривался как подвид удода.
Является эндемиком Мадагаскара. Естественные места обитания этих птиц — субтропические и тропические леса.